# Eurya fangii
Eurya fangii là một loài thực vật có hoa trong họ Pentaphylacaceae. Loài này được Rehder mô tả khoa học đầu tiên năm 1930.